# دورجنبی

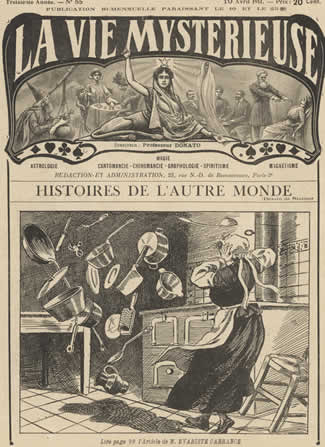
تجسم یک هنرمند از مفهوم دورجُنبی، در یک نقاشی از سال ۱۹۱۱ که در مجلهٔ فرانسوی‌زبانِ زندگی اسرارآمیز چاپ شده‌است.

دورجُنبی (یا دورجُنبانی)، دورجابه‌جایی، تِلِکینِسیس (به انگلیسی: telekinesis) یا سایکوکینسیس (به انگلیسی: psychokinesis) در فراروان‌شناسی، یک توانایی روحی ادعاشده است که به فرد امکان می‌دهد تا بدون تعامل بدنی، بر یک سیستم فیزیکی تأثیر بگذارد. آزمایش‌های دورجُنبی در طول تاریخ همیشه مورد انتقاد قرار گرفته‌است و هیچ وقت اثبات نشده‌است. هیچ مدرک اثبات‌شده‌ای وجود ندارد که نشان دهد دورجُنبی یک پدیدهٔ واقعی است و موضوع به‌طور کلی به‌عنوان شبه‌علم در نظر گرفته می‌شود.

## ریشه‌شناسی واژهٔ «سایکوکینِسیس»
واژهٔ «سایکوکینِسیس» را نویسنده‌ای آمریکایی به نام هنری هولت در سال ۱۹۱۴ و در کتاب خود به نام روابط کیهانی ابداع کرد. این کلمه ترکیبی از کلمه‌های ψυχή (در یونانی به‌معنی «روان») و κίνησις (به معنی «حرکت») است.

## کتاب
- اولین کتاب تلکنسیس با عنوان آموزش حرکت دادن اشیا از راه دور با استفاده از فکر ترجمهٔ یاسین قاسمی بجد انتشارات پل در ایران در سال ۱۴۰۰ منتشر شد.